# Sigrun Kleinrath
Sigrun Kleinrath, née le 16 janvier 2004, est une coureuse autrichienne du combiné nordique. 

## Biographie
S'entraînant avec la NTS Salzkammergut, elle prend le départ de sa première course internationale de la FIS en mars 2017, à l'occasion de la Coupe OPA (de) à Hinterzarten (9e en combiné et 8e en saut à ski). En saut, elle obtient deux podiums dans cette compétition en août 2019 à Klingenthal.
En août 2019, elle dispute sa première manche du Grand Prix d'été, à Oberwiesenthal. Lors de l'hiver 2019-2020, elle court des épreuves de la Coupe continentale, se classant cinquième et troisième pour ses deux premières courses à Rena. Elle finit quatrième du classement général après avoir obtenu deux autres podiums.
En décembre 2020, elle prend part a la toute nouvelle Coupe du monde pour les femmes, arrivant cinquième de la première course, qui est disputée à Ramsau. Elle prend part ensuite au premier championnat du monde élite féminin à Oberstdorf pour se classer neuvième.

## Palmarès

### Championnats du monde
| Épreuve / Édition        | Individuel     | Individuel |
| Épreuve / Édition        | Petit tremplin |            |
| Mondiaux 2021 Oberstdorf | 9e             |            |

### Coupe du monde
- Meilleur classement général : 5e en 2021.
- Meilleur résultat : 5e.

### Championnats du monde junior
- 2021 à  Lahti : 
  -  Médaille d'argent par équipes mixtes.

### Coupe continentale
- Meilleur classement général : 1re en 2021.
- 4 podiums individuels et 1 podium par équipe.

### Coupe OPA
- Meilleur classement général : 1re en 2021.
- 3 victoires.

Palmarès au 14 mars 2021

### Championnats d'Autriche
- Championne de l'individuel en 2020.